# Patagoniodes
Patagoniodes é um gênero de mariposa pertencente à família Crambidae.